# Doly (Luže)
Doly jsou malá vesnice, část města Luže v okrese Chrudim. Nachází se asi tři kilometry jihovýchodně od Luže. Doly jsou také název katastrálního území o rozloze 5,99 km². V katastrálním území Doly leží i Brdo a Rabouň.

## Pamětihodnosti
- Kostel Zvěstování Panny Marie

## Galerie

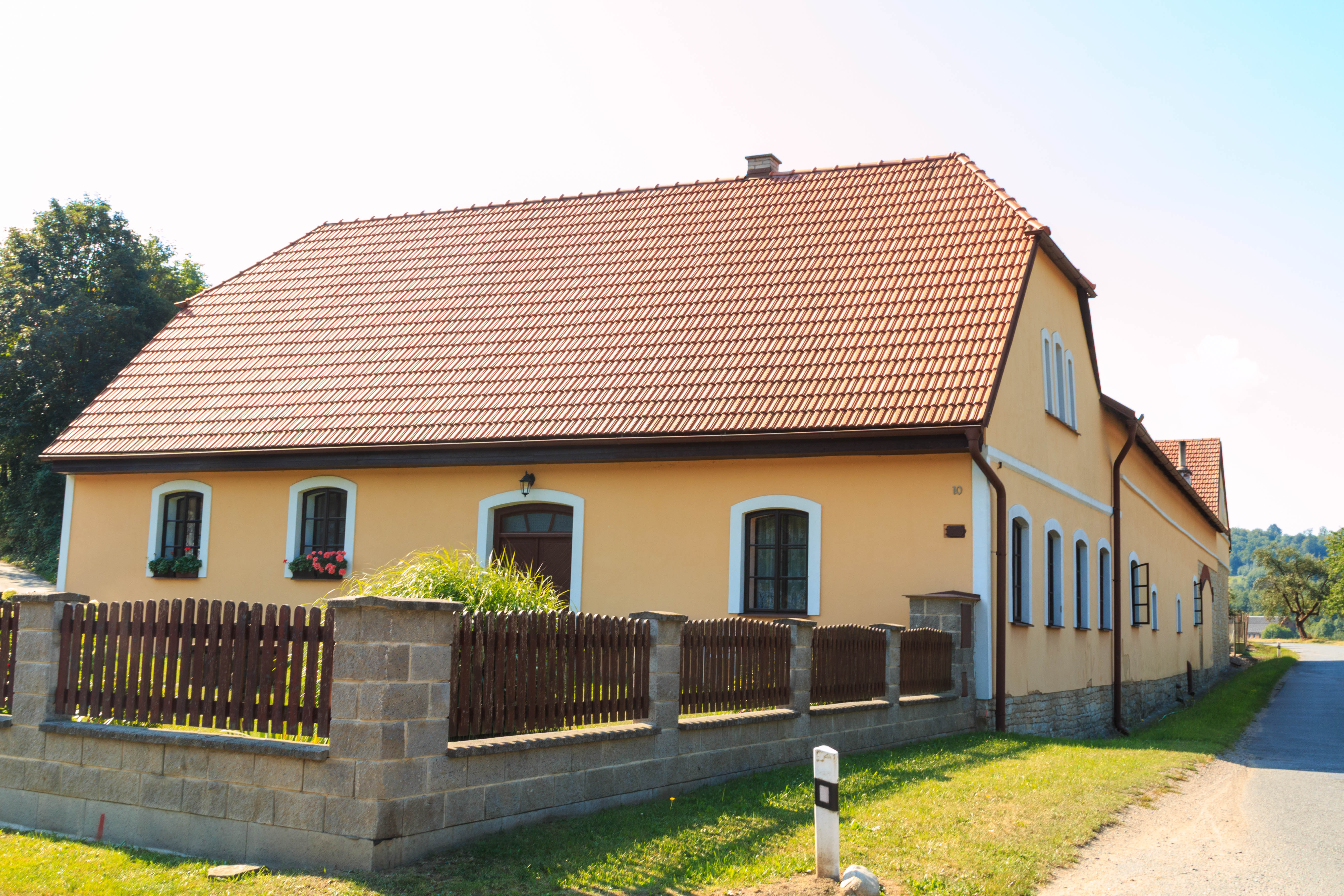
Dům čp. 10
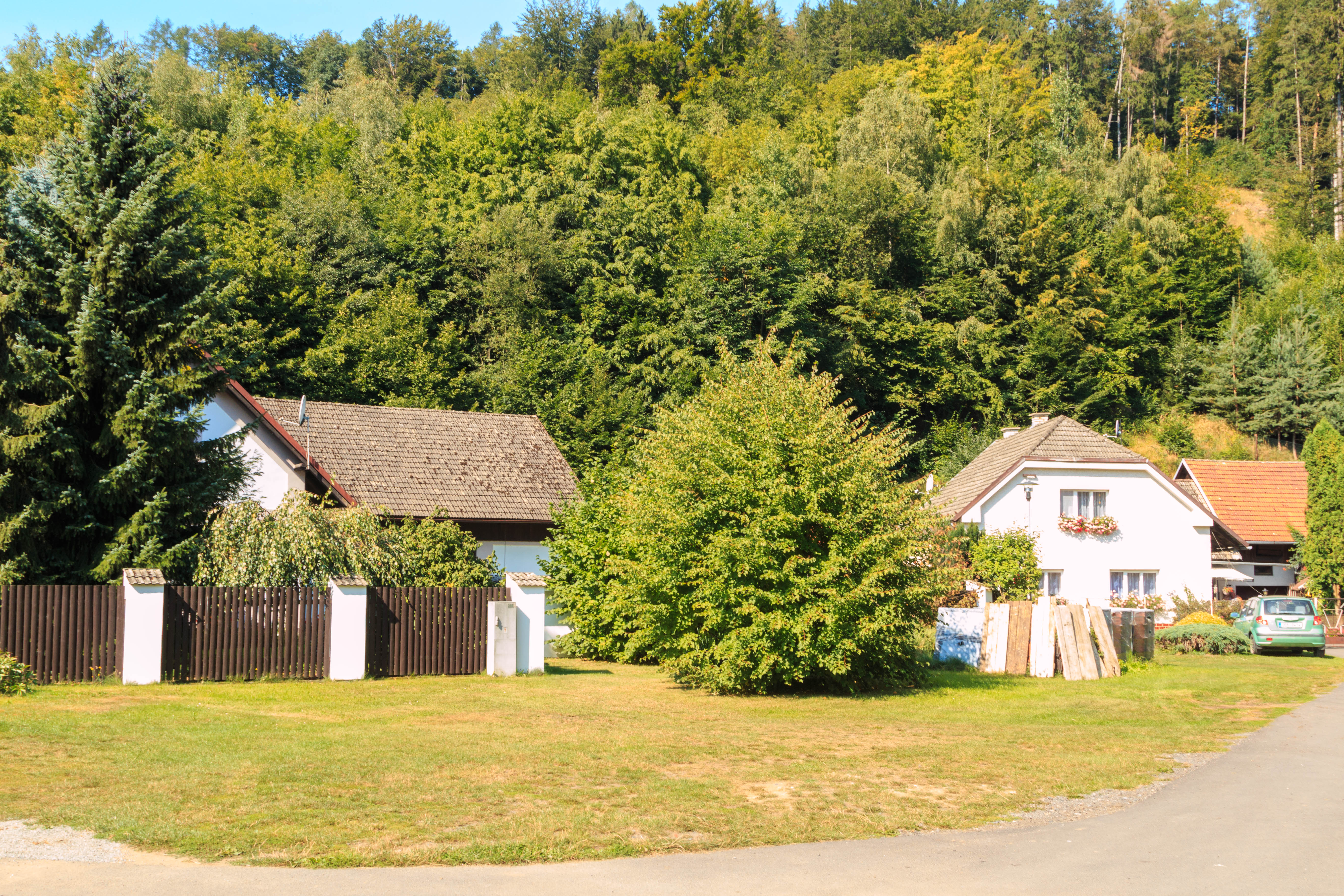
Dům čp. 5
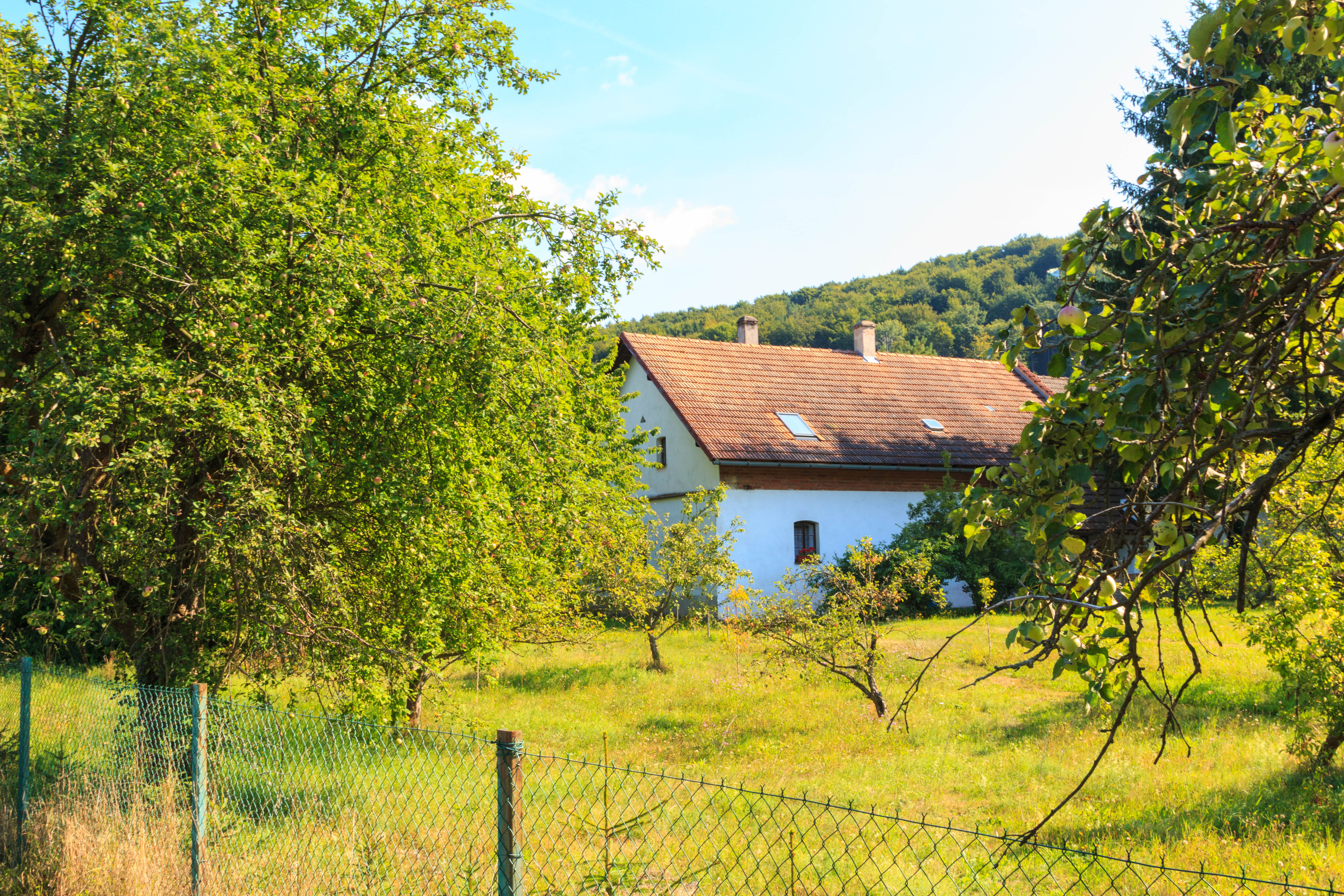
Dům čp. 23
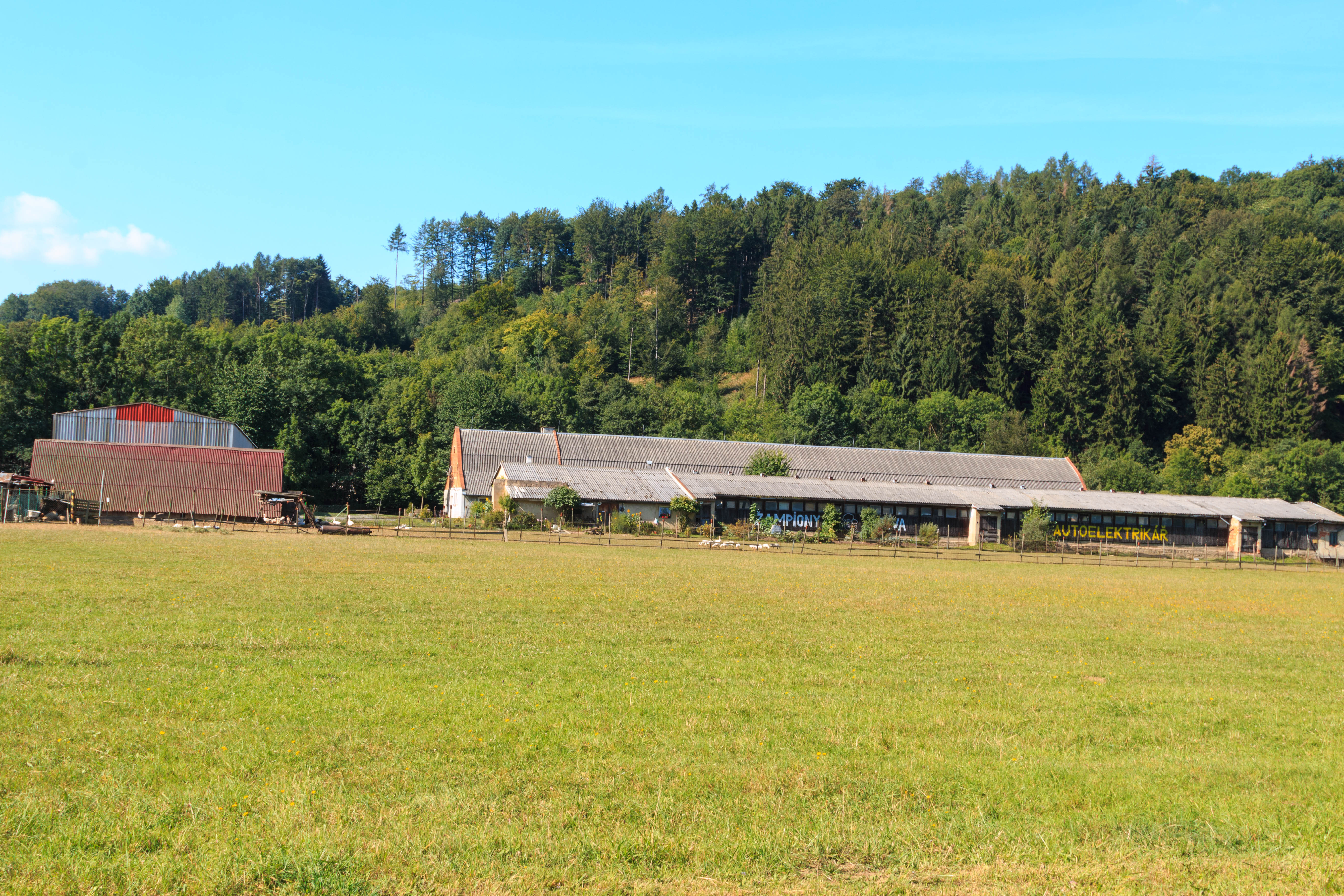
Farma